# Заліщицький горизонт нижнього девону
Залі́щицький горизо́нт ни́жнього дево́ну — відслонення, геологічна пам'ятка природи місцевого значення в Україні. Розташована в межах Тернопільської області, при північно-західній околиці міста Заліщики, вгору за течією Дністра, на його лівому схилі, вище залізничного мосту.
Площа — 1,8 га. Оголошено об'єктом природно-заповідного фонду згідно з рішенням виконкому Тернопільської обласної ради від 22 грудня 1987 року, № 310. Перебуває у віданні 3аліщицької міської ради.
Під охороною — тектонічно деформовані нижньодевонські відклади, що складаються з вапняків і аргілітів. Відслонення цінне в науково-пізнавальному значенні.
У 2010 р. пам'ятка природи увійшла до складу національного природного парку «Дністровський каньйон».